# Pinocchio, il colore della notte
Pinocchio, il colore della notte è un romanzo a fumetti scritto e disegnato da Elia Mazzantini, liberamente ispirato a Le avventure di Pinocchio. Storia di un burattino di Carlo Collodi. La storia narra gli eventi del romanzo dal punto di vista della Fata dai capelli turchini, in una narrazione che va a cavallo tra i sogni e la realtà.

## Trama
Deceduta tanto tempo addietro in giovane età, la Bambina dai capelli turchini ha continuato a vagare sulla Terra come uno spirito dotato di poteri magici grazie ai suoi capelli, diventando così una fata. Per tale motivo, l'Ombra della Coniglia ha deciso di fare di lei una sua seguace, con il compito di aiutare i conigli becchini a riempire quante più bare possibili. Di questa bieca organizzazione, fanno parte anche altri individui tra cui l'omino di burro, che ottiene la sua quota di vittime grazie alla febbre del somaro, e l'oste del Gambero Rosso, che ha contatti con la malavita locale. È proprio quest'ultimo che un giorno informa i conigli che quella sera due furfanti avrebbero mietuto un'altra vittima, indirizzandoli verso il territorio della Fata. Quando la vittima, una marionetta senziente di nome Pinocchio, arriva alla porta della sua dimora, la bambina rifiuta di aiutarlo, dicendogli che è già morta e in attesa della bara, e così la marionetta viene catturata e impiccata dai due briganti.
La mattina seguente, la Fata ha un ripensamento e decide di salvare la marionetta, staccandola dal ramo alla quale era appeso e lo porta in casa, dove lo fa visitare da tre dottori, uno dei quali, l'ombra del Grillo Parlante, riesce a svegliarlo e farlo piangere sgridandolo delle cattive azione che ha commesso. Mandati via i dottori, la Fata si accorge che Pinocchio ha la febbre e poi rimane affascinata nel sentire un cuore battere nel suo petto. Ancora indecisa se obbedire alla sua padrona o passare tempo con la curiosa creatura, la Fata decide di dargli una medicina, ma odorandola amara, Pinocchio rifiuta di berla, così entrano i conigli becchini, pronti a riempire la bara, ma la marionetta decide quindi di bere la medicina e si rimette in sesto, con grande confusione dei conigli, i quali si aspettavano che la Fata gli desse un veleno. Affascinata dalla storia del burattino che sembra uscito da una delle tante fiabe che legge, e dal suo inusuale dono di essere incapace di mentire, la Fata decide di riunirlo al suo padre Geppetto e manda il Grillo Parlante a invitarlo. Appare quindi la Coniglia, che intima la Fata di non farsi strane idee. Incurante, la Fata continua a proteggere Pinocchio e decide di fargli da sorella adottiva, poi lo invita ad andare incontro a Geppetto che a breve arriverà. Passano però le ore e né Geppetto né Pinocchio si fanno vivi. La Fata dapprima accusa il Grillo di averle mentito e di non aver nemmeno informato il falegname. La Fata inizia figurativamente e letteralmente ad aprire gli occhi e inizia a correre verso il villaggio, agguantato il grillo e la sua lumaca domestica, ma prima che possa lasciare il bosco, la Coniglia la prende e la rinchiude in una bara per non farla destare, ma è troppo tardi.
Rinchiusa nel sarcofago, il cuore della Fata inizia a battere, mentre i suoi poteri possono fare molto poco. Nel tempo che ci mette a uscire, Pinocchio è riuscito a tornare alla casa della Fata, ma trova solo l'abitazione distrutta dalla selva e una lapide che testimonia la sua morte. Poco dopo, quando Pinocchio è andato via, la Fata riesce a uscire, ma traumatizzata dal suo battito, la Fata si estirpa il cuore e lo getta in mare, accorgendosi troppo tardi che il suo organo è mutato in uno spaventoso mostro che verrà noto come il Pesce-cane. Poco dopo, il Pesce-cane inghiotte l'occupante di una barchetta affondata, Geppetto. Preoccupato per il padre, Pinocchio si tuffa in mare per salvarlo, ma finisce con il naufragare su un'isola, dove la Fata lo sta aspettando.
Sull'Isola delle Api Industriose, Pinocchio incontra la Fata che pare misteriosamente essere diventata adulta e per tanto si promuove da sorella a madre adottiva di Pinocchio. Intenzionato a crescere a sua volta, Pinocchio domanda come possa fare, quindi la Fata gli offre un patto: se si impegnerà con la scuola nei giorni avvenire, lei lo tramuterà in un bambino di carne ed ossa. Pinocchio esegue e, nonostante i primi problemi con i compagni, si fa valere in classe, si fa degli amici, eppure continua a sentirsi turbato, notando come se qualcuno la notte gli sbirci nei sogni: questo perché la Fata è in realtà rimasta bambina, la sua forma adulta è solo una credibile marionetta creata con i suoi capelli magici e, ancora affascinata dalla sua fiabesca natura, lo tiene d'occhio non solo in sogno ma ogni momento in cui ha messo piede sull'Isola delle Api Industriose. Oltre alla lumaca, promossa a cameriera, anche l'ombra del Grillo Parlante è presente, rimasta attaccata nella sua chioma, che redarguisce la sua signora per questo suo comportamento ossessivo verso Pinocchio e uno schivo quando si fa menzione del Pesce-cane. Un giorno, la Fata sgrida Pinocchio per aver tentato di andare in spiaggia ad avvistare il Pesce-cane. Pinocchio si spaventa a questa sua reazione, dicendo che è stufo di "questo gioco che è costretto a fare con lei". Per farsi perdonare, la Fata gli promette che lo trasformerà in un bambino vero e che darà una festa.
Il giorno seguente, Pinocchio invita i suoi compagni e cercando il suo migliore amico, Lucignolo, lo trova in periferia ad attendere la carrozza per il Paese dei balocchi. Lucignolo invita Pinocchio a seguirlo e lui, con riluttanza accetta, incurante della reazione della Fata, che ancora oggi fatica a chiamare "madre". Udendo ciò da una farfalla che nascose nei capelli della bambina, l'omino di burro giunge a prelevare i due bambini. Nei mesi a seguire, la Fata scoprirà troppo tardi del destino di Pinocchio e lo ritroverà al circo a esibirsi nella forma di somaro. Furibonda, la Fata abbandona lo spettacolo e rintraccia l'omino di burro e lo trafigge a morte con i suoi capelli. Prima di spirare, dissolvendosi in una nube di farfalle, l'omino ride facendo notare alla sua ex-collega che, seppure sveglia, è ancora schiava del mondo dei sogni, e il fatto che riesce a malapena a reggere una forma fisica (che si fa sempre più vagamente simile a una capretta) lo dimostra. Demoralizzata, la Fata libera il Grillo dal legame con i suoi capelli e gli dona un corpo fisico, poi, assieme a lui e la lumaca, assistono impotenti a come un azzoppato Pinocchio, venduto a un suonatore di tamburi, sta per essere buttato in mare per essere affogato prima di essere scuoiato. Poco dopo, Pinocchio riemerge in forma in marionetta, quando il tamburino chiede come sia possibile, Pinocchio ringrazia la Fata di questo miracolo, ma ella è stupita quanto l'uomo, finché non si accorge di una figura venire incontro a Pinocchio. Dal panico, la Fata si teletrasporta su un vicino scoglio e intima Pinocchio di nuotare velocemente, ma è troppo tardi: il Pesce-cane divora Pinocchio. La Fata, vedendo il suo cuore, realizza qual è il piano del mostro: spinto anche dalla stessa ossessione che la Fata ha per Pinocchio, il mostra ha un secondo fine, quello di prosciugare la vita di Pinocchio e rimpiazzare il suo cuore con il proprio. La Fata cede alla disperazione e sviene, cadendo dritta dritta nell'abisso del mondo dei sogni.
Cullata dai sogni, interrotti di tanto in tanto da visioni su quello che sta accadendo a Pinocchio, la Fata non sospetta di quello che sta succedendo, finché un giorno, il Grillo Parlante e la Lumaca non riescono a parlarle: il Grillo la mette al corrente della situazione di Pinocchio e di come dovrebbe realizzare il suo desiderio, ma terrorizzata dall'idea che Pinocchio perderà tutto ciò che lo rendono unico e sincero, la Fata si rifiuta. Il Grillo allora rivela cosa le sta succedendo: la Coniglia l'ha sempre usata, poiché la sua magia è collegata alla foresta e ora che è prigioniera dei sogni, la Coniglia ha preso il controllo dei suoi capelli e sta espandendo il suo dominio per l'intero paese per riempire sempre più bare. L'unico modo per fermarla, è far sì che la Fata usi la sua magia a fin di bene, da dentro il sogno. Rincuorata poi anche da quello che gli porta la Lumaca, delle monete che Pinocchio ha promesso di darle ogni giorno per farla guarire, la Fata intrappola la Coniglia e fa visita a Pinocchio nei sogni ringraziandolo e complimentandosi della sua maturità, separando poi il suo cuore dalla marionetta e mettendolo in un nuovo corpo umano.
La mattina seguente, la Fata dice addio al Grillo Parlante e alla Lumaca, alla quale lascia la sua vecchia casa nel bosco, quindi si dirige verso la spiaggia, invisibile a tutti. Arrivata sulla spiaggia, dove il Pesce-cane arenato l'attende. La Coniglia, accora attaccata ai suoi capelli, cerca di farla desistere, informandola che non potrà sopravvivere al battito del suo cuore, ma in tutta risposta la Fata si taglia la cioccia alla quale la Coniglia è attaccata e la butta a terra, quindi, si riunisce al suo cuore. La Fata di principio soccombe al forte e impazzito battito, finché non sente la voce di Pinocchio che le dice di respirare. Avendola vista, Pinocchio l'ha seguita e, capendo le parole della Coniglia, ha preso il suo corpo di legno e lo usa per placare l'animo della Fata che, respirando per la prima volta dopo tanti anni dalla sua morte, non solo si desta completamente e diventa tutt'uno con il suo cuore, ma vede anche i colori. Pinocchio si dilegua salutandola, mentre la Fata riesce finalmente a vedere il colore del mare e confrontarlo con il blu dei suoi capelli turchini.

## Sviluppo
In seguito alla lettura di Pinocchio: una storia parallela di Giorgio Manganelli, l'autore ha usato i temi del libro per creare questa storia, spingendo molto sulla figura del narratore inaffidabile per la protagonista, ma non tanto negli eventi, bensì sulla sua natura, sostenendo che «era il personaggio perfetto per infilarsi nei non detti della vicenda e cercare di tirarne fuori qualcosa di nuovo, tentando però di non svelare troppo. Rendere chiaro un personaggio così legato al mistero non mi sembrava la giusta direzione».
Altre ispirazioni vengono da un altro fumetto basato sul romanzo di Collodi, Pinocchio. Storia di un bambino per l'idea di un «un mondo narrativo che dà del bugiardo all’unico personaggio che non riesce a mentire, mentre gli altri lo fanno spudoratamente, fata in primis. [...] Immaginando la crescita della fata come anch’essa menzognera, tutto è venuto di conseguenza». Ispirazioni più visive (oltre alle illustrazioni di Carlo Chiostri) sono stati invece Hayao Miyazaki, Yoshitoshi ABe, Carmelo Bene (grazie alla sua trasposizione teatrale dello stesso soggetto), l'Hansel e Gretel illustrato da Lorenzo Mattotti e Neil Gaiman, L'uovo dell'angelo di Mamoru Oshii illustrato da Yoshitaka Amano e L'onda di Suzy Lee.
Il volume è stampato monocrome (con l'eccezione della scena finale), ma inizialmente si era proposto di stamparlo in turchino, ma per problemi di leggibilità si è rimasti con il bianco e nero.

## Edizioni
- Elia Mazzantini, Pinocchio, il colore della notte, Kleiner Flug, 2023, ISBN 9788896064818.